# Essere umano (Emis Killa)
Essere umano è un singolo del rapper italiano Emis Killa, pubblicato il 21 marzo 2014 come terzo estratto dal secondo album in studio Mercurio.

## La canzone
Settima traccia di Mercurio, Essere umano ha visto la partecipazione vocale della cantante degli Skunk Anansie Skin. Riguardo alla collaborazione, Emis Killa ha commentato: